# United Progressive Fraternity
United Progressive Fraternity (UPF) is een Australische muziekgroep.
De band kwam voort uit het eveneens Australische Unitopia. De leiders Mark Trueack en Sean Timms zagen bij de voorbereidingen van deel 2 van Covered Mirror (ondertitel Volume 1) de meningen te veel verschillen en gingen ieder hun eigen weg. Timms begon Seventh Empire en Trueack UPF. Vanuit Unitopia kwam in eerste instantie nog Guy Manning mee, maar al snel na het eerste album Fall in love with the world verdween hij uit UPF. Steve Unruh kreeg daarmee grotere betekenis voor de band.
Trueack wilde geen vaste band meer, hij zag meer in een muzikaal broederschap (fraternity) tegen klimaatverandering. Unitopia’s  platenlabel InsideOut Music zag dat toch anders; die legden een directe lijn tussen twee bands. Samenwerking met zanger Jon Anderson en Steve Hackett leidde naar de progressieve instelling (progressive) en de wil de aarde een betere toekomst te bieden. Die instelling leidde tot de titel van het eerste album Fall in love with the world. Dat progressief ook gekoppeld kon worden aan progressieve rock was mooi meegenomen, maar niet richtinggevend. UPF kon na de uitgifte van het album op een kleine concertreis en Trueack begon te herexperimenteren met Unitopiamaatjes Matt Williams en David Hopgood en medewerking van Steve Unruh. Het leidde tot het nummer Mercenaries voor Planetary overload. Het experiment zou leiden tot een album waar een hele ris musici/gasten aan meedoet: Planetary overload, Volume 1: Loss. Tussen het eerste en tweede album was UPF overgestapt van InsideOut Music naar Giant Electric Pea; bindende factor tussen die twee labels is Thomas Waber. Bij de uitgifte werd al meegedeeld dat deel 2 ergens in 2021 zou volgen. Die termijn werd steeds opgeschoven; op 23 mei 2023 staat het album aangekondigd voor 15 juli 2023. UPF heeft dan haar derde platenlabel Progrock.com, die de band “toch” aankondigde als supergroep, terwijl van een groep volgens Trueack geen sprake is.

## Discografie
- 2014: Fall in love with the world
- 2019: Planetary overload, Volume 1: Loss
- 2023: Planetary overload, Volume 2: Hope